# Juan José Rubio Jiménez
Juan José Rubio Jiménez, més conegut simplement com a Rubio (Madrid, Comunitat de Madrid, 28 d'agost de 1956), és un exfutbolista espanyol que jugava com a davanter. Va ser internacional amb la selecció espanyola.

## Trajectòria
- Atlètic Madrileny
- 1977-87 Atlètic de Madrid
- 1987-89 CE Sabadell

## Palmarès
| Títol        | Club              | País    | Any  |
| ------------ | ----------------- | ------- | ---- |
| Copa del Rei | Atlètic de Madrid | Espanya | 1985 |

| Títol               | Club              | País    | Any  |
| ------------------- | ----------------- | ------- | ---- |
| Supercopa d'Espanya | Atlètic de Madrid | Espanya | 1985 |

## Internacionalitats
- 1 vegada internacional amb Espanya.
- Va jugar el seu únic partit amb la Selecció de futbol d'Espanya a Madrid el 18 de febrer de 1981 contra França.